# 逸瓏灣8
逸瓏灣8（英語：Mayfair By The Sea 8）是位於新界大埔區白石角的一個私人住宅發展項目，由信和置業發展，鄰近科學園，處於大埔科研路1號。本項目為逸瓏Mayfair系列的第七個項目。
2016年7月，信和置業以16.22億港元投得科研路住宅用地，樓面呎價約3,932元。
逸瓏灣8在2019年1月開售，首批折實呎價低見1.2萬元，為白石角最低，物業於2021年9月入伙（4年樓齡），建築師為巴馬丹拿建築及工程師有限公司，管理費每方呎約4.5元。

## 住宅
屋苑設5座樓高17層的住宅，提供共528個單位，主打2至3房戶。當中標準戶的樓底高度達3.4米，屬白石角樓盤中最高。另提供小量花園特色戶以及平台連天台特色戶，實用面積由490呎至1,740呎不等，大部分單位設有露台，部分高層單位更可遠眺吐露港海景。
另外，發展商亦加入多項智能家居系統，包括設有獨立WiFi開關、智慧眼自動調節冷氣、視像對講機、無線網絡路由裝置、USB插頭、浴室鏡櫃免觸控調節燈光。而住戶Smart App流動應用程式，內設電子住戶證和QR code訪客通行證等。

## 會所
屋苑設有樓高兩層的住客會所「CLUB MAYFAIR」，佔地近3.6萬平方呎，為住客提供一系列運動、娛樂及休閒設施，會所設施包括：
50米園林泳池、25米室內游泳池、健身室、瑜伽及多功能活動室、兒童遊戲室、STEM Workshop、音樂創作室、宴會廳、燒烤場以及共享種植空間Farm Together等。

## 鄰近住宅
- 海日灣
- 嘉熙
- 雲滙
- 朗濤
- 逸瓏灣
- 天賦海灣